# دیوانه بلوند
دیوانهٔ بلوند (انگلیسی: Blonde Crazy) فیلمی آمریکایی در سبک کمدی رمانتیک و کمدی-درام به کارگردانی روی دل روت است که در سال ۱۹۳۱ منتشر شد.

## بازیگران
- جیمز کاگنی
- جون بلوندل
- گای کیبی
- لوئیس کالهرن
- نت پندلتن
- ری میلند
- وارد باند
- ویلیام بورِس